# Eckflügel-Kleinspanner
Der Eckflügel-Kleinspanner (Scopula nigropunctata), auch Ziest-Kleinspanner genannt, ist ein Schmetterling (Nachtfalter) aus der Familie der Spanner (Geometridae).

## Merkmale
Die Falter erreichen eine Flügelspannweite von 25 bis 29 Millimeter; die zweite Generation ist deutlich kleiner, manchmal nur bis 21 Millimeter. Die Vorderflügel sind verhältnismäßig breit, der Hinterflügel ist auf der Mitte des Außenrandes gewinkelt. Die Grundfarbe variiert von hellgrau bis hellbraun mit einer dunklen Überstäubung. Die Zeichnungselemente sind graubraun und farblich meist deutlich von der Grundfarbe abgehoben. Ausgebildet sind innere Querlinie, Mittelbinde, äußere Querlinie und manchmal auch die Wellenlinie und die Saumlinie. Die innere Querlinie ist häufig schwächer entwickelt, die Mittelbinde ist dagegen breit verwischt und meist das hervortretende Zeichnungselement, auch gegenüber der äußeren Querlinie. Innere Querlinie, Mittelbinde und äußere Querlinie sind gezackt oder gezähnelt, wobei die Zähnelung bei der Mittelbinde meist verwischt ist. Gelegentlich ist auch die Wellenlinie als deutlicher Schatten erkennbar. Die Saumlinie besteht dagegen aus stark ausgelängten, schmalen dunkelbraunen Streifen. Diese können allerdings auch zu unauffälligen kleinen Punkten reduziert sein. Die Diskalflecke sind auf Vorder- und Hinterflügel immer entwickelt; sie sind schwarz und meist sehr deutlich. Die Fransen sind meist etwas dunkler als die Grundfarbe gehalten.
Das Ei ist auf der Außenseite mit kräftigen Längsrippen versehen, die sich mit feineren Querrippen kreuzen.
Die Raupe ist relativ schlank; sie wird zum Vorderende hin etwas dünner. Sie ist gelblich oder auch grau gefärbt. Auf dem Rücken ist die doppelte Rückenlinie dunkel gefärbt, aber meist etwas verwischt. Auf den mittleren Segmenten sind viereckige Flecke ausgebildet, die durch die Rückenlinie unterbrochen werden. Der gerundete Kopf ist flach und bräunlich gefärbt.
Die Puppe ist rotbraun mit etwas helleren Flügelscheiden. Sie besitzt am Kremaster sechs kleine Borsten.

## Geographische Verbreitung und Habitat
Der Eckflügel-Kleinspanner hat ein großes Verbreitungsgebiet in Europa, das von der Iberischen Halbinsel im Westen über Mitteleuropa und das nördliche Südeuropa, über Mittelrussland bis zum Ural reicht. Die Nordgrenze liegt in Südengland, Süddänemark und Südschweden (Schonen). Im Süden ist es auf den äußersten Norden der Iberischen Halbinsel begrenzt. In Italien beschränkt sich das Vorkommen auf den nördlichen Teil, abgesehen von einem isolierten Vorkommen in Kalabrien und einem fraglichen Vorkommen in Sizilien. Auf der Balkanhalbinsel reicht es bis an die griechische Grenzregion und Ostbulgarien. Von dort zieht sich noch ein kleineres Vorkommen in die Westtürkei. Außerhalb Europas kommt die Art in der Osttürkei, dem Kaukasusgebiet, Nordiran, Südsibirien, Mongolei, China, dem russischen Fernen Osten, Japan und Korea vor. Allerdings wird das nominotypische Taxon im nördlichen Japan (Hokkaidō, Kuschiro und Shibecha) durch die Unterart Scopula nigropunctata subimbella Inoue, 1958 ersetzt. In Korea kommt die Unterart Scopula nigropunctata chosensis Bryk, 1949. In Ost- und Südostchina kommt statt der nominotypischen Unterart die Unterart Scopula nigropunctata subcandida Walker, 1862 vor.
Die Art ist vor allem ein Bewohner feuchter Wälder. Sie kommt in Mischwäldern, Buschländern, an Waldrändern, aber auch in Parks und Gärten vor. Sie fehlt in offenen Landschaften fast ganz. Gewöhnlich kommt sie von 0 bis etwa 1000 Meter vor. In den Alpen steigt die Art bis auf 1400 Meter, in den Südalpen sogar bis 1600 Meter an. Im Kaukasus und in der Osttürkei kommt sie sogar bis in 2000 Meter Höhe vor.

## Phänologie und Lebensweise
Die Art ist gewöhnlich univoltin; d. h., es wird nur eine Generation ausgebildet, deren Falter von Mitte Juni bis Anfang August fliegen. In den wärmsten Tälern der Südalpen und in Asien werden zwei, nicht scharf voneinander getrennte Generationen gebildet, deren Falter von Anfang Mai bis Anfang Oktober fliegen. Die Falter fliegen vor allem in der Dämmerung. Sie werden von künstlichen Lichtquellen angezogen und kommen auch zum Köder. Die Falter wurden beim Saugen von Nektar an Gewöhnlicher Waldrebe (Clematis vitalba) beobachtet. Sie bewegen sich nur über kürzere Distanzen.
Die Raupen sind polyphag, vermutlich bevorzugen sie aber Gewöhnliche Waldrebe (Clematis vitalba). Weitere nachgewiesene Raupennahrungspflanzen sind: Waldgeißblatt (Lonicera periclymenum), Wald-Ziest (Stachys sylvatica), Aufrechte Waldrebe (Clematis recta), Alpen-Soldanelle (Soldanella alpina), Gewöhnlicher Liguster (Ligustrum vulgare). Raupen wurden auch in der Nähe von Kratzbeere (Rubus caesius), Spitzahorn (Acer platanoides), Oregano (Origanum vulgare), Echtes Leinkraut (Linaria vulgaris) und Gamander-Ehrenpreis (Veronica chamaedrys), allerdings ohne direkten Nachweis, dass die Raupen diese Pflanzen auch gefressen haben. Weiter werden als Raupennahrungspflanzen genannt: Wicken (Vicia), Veilchen (Viola), Ehrenpreis (Veronica), Heidelbeere (Vaccinium myrtillus), Wegeriche (Plantago), Heckenkirschen (Lonicera), Hasel (Corylus), Erlen (Alnus), Waldreben (Clematis) und Falllaub. Die Zucht gelang auch bei Fütterung von Gewöhnlichem Löwenzahn (Taraxacum officinale), Vogelknöterich (Polygonum aviculare) und Schwalbenwurz (Vincetoxicum hirundinaria).
Die Raupe überwintert und verpuppt sich im Frühjahr.

## Systematik
Die Art wurde 1767 von Johann Siegfried Hufnagel als Phalaena nigropunctata erstmals wissenschaftlich beschrieben. Als Typlokalität gab er Berlin an. Hausmann listet mehrere Synonyme auf. Derzeit werden vier Unterarten unterschieden: die nominotypische Unterart Scopula nigropunctata nigropunctata (Hufnagel, 1767), Scopula nigropunctata subimbella Inoue, 1958, Scopula nigropunctata chosensis Bryk, 1949 und Scopula nigropunctata subcandida Walker, 1862.

## Gefährdung
Die Art gilt in Deutschland insgesamt als nicht gefährdet. Allerdings wird sie in Mecklenburg-Vorpommern und im Saarland in die Kategorie 2 (stark gefährdet) eingestuft, in Hamburg ist sie bereits ausgestorben.